# Бисерна болорија
Бисерна болорија (лат. Boloria selene) врста је лептира из породице шаренаца (лат. Nymphalidae).

## Опис
Слична је пролећној болорији, мада ситнија и тамнија. Препознатљив је низ светлих поља дуж руба крила. Ретко се налази, увек на шумским чистинама и ливадама поред река. Настањује северну и централну Европу, а северна половина Србије јој је јужна граница распрострањења. Карактеристична је црна тачка са обе стране крила.
У одређеним географским подручјима, има и парцијалну другу генерацију. Врста презимљава у стадијуму гусенице, и то у трећем ларвеном ступњу. Зреле гусенице су веома тамне и на сегментима се уочава разливен образац са црним пољима. Трнолике основе сета, сколуси, распоређени су дуж тела, а изостају на медиодорзалној линији. Први сегмент носи пар дугих, роголиких израштаја.

## Биљке хранитељке
Биљке хранитељке су из рода љубичице (Viola spp.).